# دانيال جيم بربانك
دانيال جيم بربانك (بالإنجليزية: Daniel C. Burbank)‏ (و. 1961 – م) هو رائد فضاء، وضابط من الولايات المتحدة الأمريكية . ولد في مانتشستر. تولى منصب قائد بعثة محطة الفضاء الدولية، البعثة 30 (21 نوفمبر 2011–21 أبريل 2012) .

## ريادة الفضاء
شارك في المهمات الفضائية:
- البعثة 29
- STS-106
- STS-115
- البعثة 30
- Soyuz TMA-22.

## التعليم
تعلم في United States Coast Guard Academy، وTolland High School، وEmbry–Riddle Aeronautical University، وFairfield University

## الخدمة العسكرية
خدم في حرس السواحل الأمريكي.

## جوائز
حصل على جوائز منها:
- وسام "العمل الشجاع في الحرب الوطنية العظمى 1941-1945
- وسام الجو
- وسام الاستحقاق.